# Péter Pázmány (politik)
Péter Pázmány (* 26. srpna 1944) je slovenský politik maďarské národnosti, po sametové revoluci československý poslanec Sněmovny lidu Federálního shromáždění za hnutí Együttélés, později primátor Dunajské Stredy.

## Biografie
Ve volbách roku 1992 byl zvolen do Sněmovny lidu za hnutí Együttélés, které kandidovalo společně s formací Maďarské křesťanskodemokratické hnutí. Ve Federálním shromáždění setrval do zániku Československa v prosinci 1992.
Později byl dlouhodobě primátorem města Dunajská Streda za Stranu maďarské koalice. Působil rovněž jako okresní předseda SMK. V roce 2008 ovšem slovenský ústavní soud zrušil jeho volbu primátorem, kvůli kupování hlasů od místních Romů, kterého se měl Pázmány dopustit. Následně Pázmány počátkem roku 2009 rezignoval.
V krajských volbách roku 2001 a opětovně v krajských volbách roku 2005 byl zvolen zastupitelem za Trnavský kraj jako kandidát SMK. Profesně je uváděn jako ekonom.